# Giovani dos Santos
Giovani „Gio“ dos Santos Ramírez (* 11. Mai 1989 in Monterrey) ist ein mexikanischer ehemaliger Fußballspieler. Sein Vater ist Brasilianer, seine Mutter Mexikanerin. Giovani dos Santos besitzt die mexikanische und seit dem 29. August 2007 auch die spanische Staatsbürgerschaft.

## Karriere

### Verein
Giovani dos Santos ist einer von drei Söhnen des ehemaligen brasilianischen Stürmers Geraldo Francisco dos Santos (* 1962, Kurzname Zizinho). Sein älterer Bruder Eder und sein jüngerer Bruder Jonathan dos Santos sind oder waren ebenfalls Profifußballer. „Gio“ spielte zusammen mit den beiden in der Fußballschule seines Vaters in Monterrey und holte bereits mit zwölf Jahren seinen ersten „internationalen“ Titel: Er gewann 2001 ein U-12-Junioren Turnier in Dallas. Der Vater erkannte das Talent seines Sohnes früh und ließ ihn kurz nach dem Turnier ein Probetraining bei CF Monterrey, einem mexikanischen Profiklub, machen. Der Verein nahm ihn an und dos Santos spielte dort, bis er kurze Zeit später an einem Jugendturnier in Frankreich teilnahm.
Hier war auch der FC Barcelona, sein späterer Arbeitgeber, mit einem Jugendteam anwesend. Nachdem dos Santos in der Partie gegen die Katalanen brilliert hatte, kontaktierten Offizielle des Klubs Giovanis Eltern. Diese waren mit dem Wechsel einverstanden, und nur ein Jahr nach dem Turnier wechselte er in die Jugendakademie des FC Barcelona. Er nahm beide Brüder mit, damit sie ein Probetraining machen können, doch lediglich Jonathan wurde angenommen. Zusammen durchliefen Jonathan und Giovani die Jugendteams des spanischen Topklubs, jedoch nicht in einer Mannschaft, da Giovani immer eine Jugend höher spielte, als es Gleichaltrige normalerweise tun.
2006 kam er in die B-Mannschaft von Barça, für die er in fünf Partien viermal traf. Während der Saisonvorbereitung durfte er zudem einmal für das A-Team auflaufen. In seinem ersten Spiel erzielte er gegen den dänischen Klub Aarhus GF ein Tor. Zur Saison 2007/08 wurde er zusammen mit Bojan Krkić endgültig in die A-Mannschaft befördert, für die er am 2. September 2007 gegen Athletic Bilbao sein Debüt bestritt. Zu seinem ersten Auftritt im Europapokal kam Giovani dos Santos am 19. September 2007, als er im Gruppenspiel der UEFA Champions League gegen Olympique Lyon in der 79. Minute für Xavi eingewechselt wurde. Am 12. Dezember 2007 kam er auch zu seinem ersten Treffer im Europapokal, als er im letzten Gruppenspiel der UEFA Champions League gegen den VfB Stuttgart in der 36. Minute das 1:1 erzielte. Das Spiel endete mit einem 3:1 für den FC Barcelona.
Zur Saison 2008/09 wechselte dos Santos zu Tottenham Hotspur; sein Vertrag lief bis 2013. Im März 2009 wurde er bis Saisonende an Ipswich Town, in der Winterpause 2009/10 an Galatasaray Istanbul und im Winter 2010/11 bis Saisonende an Racing Santander verliehen.
Am 31. August 2012 wechselte dos Santos zum spanischen Erstligisten RCD Mallorca. Da Mallorca nach Beendigung der Saison 2012/13 den Gang in die Zweitklassigkeit antreten musste, unterzeichnete Dos Santos im Juli 2013 beim soeben aufgestiegenen Villarreal CF einen Dreijahresvertrag.
Im Sommer 2015 wechselte er in die Major League Soccer zur LA Galaxy. Für seinen neuen Arbeitgeber debütierte er am 9. August 2015 im Ligaspiel gegen die Seattle Sounders, bei dem er auch gleich sein erstes Tor erzielen konnte. Am 1. März 2019 trennte sich das Franchise von ihm. Nach seiner Zeit bei LA Galaxy wechselte er zum mexikanischen Erstligisten CF América. 2021 beendete er seine Karriere.

### Nationalmannschaft
Dos Santos nahm mit den Jugendnationalmannschaften Mexikos an diversen Turnieren teil. Mit der U-17 wurde er 2005 Weltmeister und zudem zum zweitbesten Spieler des Turniers hinter dem Brasilianer Anderson gewählt. Mit seinen Vorlagen, die die Hälfte aller mexikanischer Treffer in dem Turnier einleiteten, leistete er einen großen Anteil am Triumph. Zwei Jahre später nahm er an der U-20-Weltmeisterschaft in Kanada teil, wo er das Viertelfinale erreichte.
Am 9. September 2007 debütierte Dos Santos gegen Panama für die mexikanische A-Nationalmannschaft. Am 11. Juni 2010 bestritt er sein erstes WM-Endrunden-Spiel im Eröffnungsspiel der Weltmeisterschaft 2010 gegen Südafrika (1:1). Neben Thomas Müller (Deutschland) und André Ayew (Ghana) wurde er zur Wahl des besten Jungspielers des Turniers nominiert, die allerdings Müller für sich entscheiden konnte.
2012 nahm er mit der Olympiamannschaft an den Olympischen Spielen in London teil, bei denen Mexiko zum ersten Mal die Goldmedaille gewinnen konnte. Im Finale konnte er aber aufgrund einer im Halbfinale erlittenen Verletzung nicht mitwirken. In den fünf Spielen zuvor gelangen ihm drei Tore, davon im Spiel gegen Gabun als erstem Spieler zwei Tore nach einer Einwechslung. Seine Mitspieler widmeten ihm das zweite Tor im Finale. Für Mexiko war dies die einzige Goldmedaille in London.
2014 nahm er mit der mexikanischen Fußballnationalmannschaft an der Weltmeisterschaft 2014 in Brasilien teil, bei der Mexiko im Achtelfinale am 29. Juni 2014 gegen die Niederlande im Stadion Estadio Castelao Fortaleza ausschied. Am 13. Juni 2014 im Gruppenspiel gegen Kamerun wurde er zum Man of the Match gewählt.

## Erfolge
Als Nationalspieler
- U-17-Weltmeister: 2005
- CONCACAF Gold Cup: 2009, 2011, 2015
- Vierter Platz beim FIFA-Konföderationen-Pokal 2017
- Goldmedaille bei den Olympischen Spielen in London 2012 (ohne Einsatz im Finale)

Auszeichnungen
- Silberner Ball für den zweitbesten Spieler der U-17-Weltmeisterschaft: 2005
- Bronzener Ball für den drittbesten Spieler der U-20-Weltmeisterschaft: 2007
- CONCACAF Gold Cup Most Valuable Player: 2009

## Trivia
Im November 2024 wurde bekannt, dass dos Santos Teilhaber des Mineralölunternehmens PEMEX geworden ist. Des Weiteren soll er mit Luxusautos handeln.